# Oneida
Oneida (eget navn: Onyota'a:ka eller Onayotekaonotyu) er et folk af oprindelige amerikanere og en af de fem oprindelige stammer i Irokeserføderationen (Haudesonaunee). De levede oprindeligt i det centrale af nutidens USA-stat New York omkring søen Oneida og i Oneida County. I nutiden er der fire anerkendte stammer tilbage: en i New York, en i Wisconsin i og omkring byen Green Bay samt to i den canadiske provins Ontario i henholdsvis Six Nations of the Great River og lidt længere mod syd i Southwold.